# Eremurus ammophilus
Eremurus ammophilus är en grästrädsväxtart som beskrevs av Aleksei Ivanovich Vvedensky. Eremurus ammophilus ingår i släktet Eremurus och familjen grästrädsväxter. Inga underarter finns listade i Catalogue of Life.